# جوانا کازور
جوانا کازور (انگلیسی: Joanna Kaczor) (متولد ۱۶ سپتامبر ۱۹۸۴) بازیکن والیبال اهل لهستان است.